# 超燦然
『超燦然』（ちょうさんぜん）は、日本の女性アイドルグループ・なんきんペッパーのシングル。2019年4月10日にデビューシングルとしてプラチナム・パスポートより発売された。

## 背景とリリース
1曲目の楽曲「好奇燦然」はなんきんペッパーと同じプラチナム・パスポートに所属しているロックバンドNon Stop Rabbitの矢野晴人が作詞、田口達也が作曲した。
オリコンでは5曲以上収録されたものをアルバムと定義しているため、アルバムチャートで集計されている。

## シングル収録トラック
| #  | タイトル               | 作詞                      | 作曲                      | 編曲         |
| -- | ---------------------- | ------------------------- | ------------------------- | ------------ |
| 1. | 「好奇燦然」           | 矢野晴人(Non Stop Rabbit) | 田口達也(Non Stop Rabbit) |              |
| 2. | 「なんきん☆超錬金」    | チバニャン                | チバニャン                |              |
| 3. | 「Aitai Aitai」        | 原田アツシ                | 原田アツシ                | 阿久津健太郎 |
| 4. | 「イチゴ気分」         | 柚木美祐                  | YUMA                      | 阿久津健太郎 |
| 5. | 「ウルトラサンバ」     | 根岸愛                    | Bamboo Helicopter         | 阿久津健太郎 |
| 6. | 「ラブファンファーレ」 | 阿久津健太郎              | 阿久津健太郎              | 阿久津健太郎 |